# مدل آب

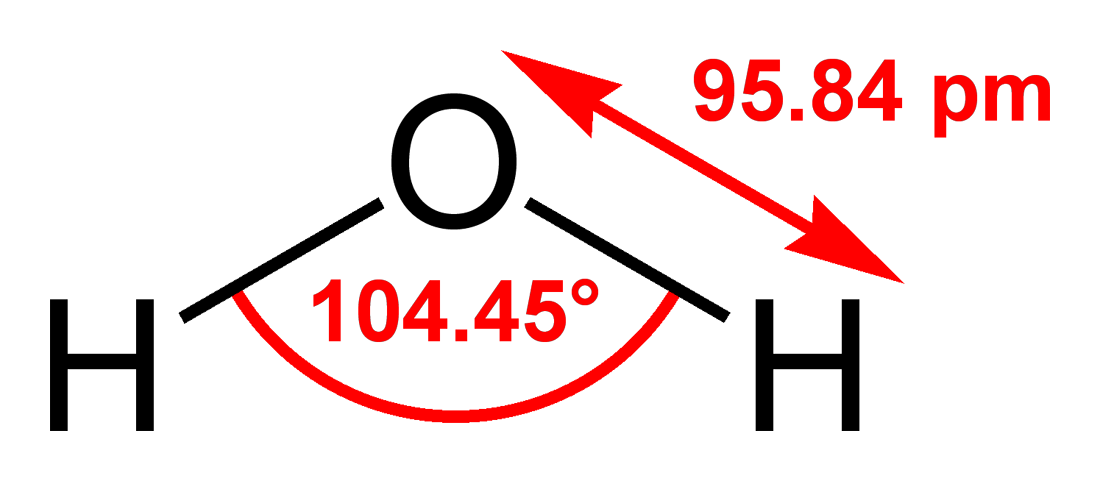

مدل آب، در شیمی محاسباتی، برای شبیه‌سازی و محاسبات ترمودینامیکی خوشه‌های آب، ویژگی‌های آب و حلال‌ها. مدل‌هایی از مکانیک کوانتومی، دینامیک مولکولی و نتایج تجربی یا از ترکیب این‌ها استفاده می‌شود. برای رسیدن به یک مدل واقعی آب، مدل‌های بسیاری توسعه یافته‌اند. این مدل‌های آب می‌توانند این گونه طبقه‌بندی شوند:
1. تعداد نقاط برهمکنش که جایگاه نامیده می‌شوند
2. مدل‌های انعطاف‌پذیر یا ثابت
3. مدل‌های با اعمال اثرات قطبش پذیری یا بدون آن.